# Zeslandentoernooi van Cheb
Het Zeslandentoernooi van Cheb is een jaarlijks terugkerend handbalevenement dat gehouden wordt in de Tsjechische stad Cheb.
Het toernooi bestaat uit twee groepen van drie landen die ieder tegen elkaar spelen. Uiteindelijk speelt ieder land nog een derde groepswedstrijd, tegen een van de landen uit de andere groep. De punten die in deze wedstrijden verdiend worden tellen gewoon mee in de groep waarin het land uitkomt. Uiteindelijk strijden de groepswinnaars om de titel in Cheb.
Aan het toernooi doen uitsluitend vrouwenteams mee.

## Lijst van winnaars
- 2006 - Tsjechië